# (132524) APL
(132524) APL — небольшой астероид главного пояса, который был открыт 9 мая 2002 года в рамках проекта LINEAR в обсерватории Сокорро.

## Орбита
(132524) APL не пересекает орбиту Земли и обращается вокруг Солнца за 4,21 юлианских лет.

## Исследования
13 июня 2006 года космический аппарат «New Horizons», направляющийся к Плутону и Поясу Койпера, максимально сблизился с астероидом APL приблизительно на расстояние 102 000 км, в 273 миллионах километров от Земли. Исследования астероида с «New Horizons» начались на этапе сближения, и продолжались с 11 по 13 июня 2006 года. Большая угловая скорость астероида по отношению к «New Horizons» (около 40 ″ в секунду) дала возможность испытать способность космического аппарата отслеживать быстро движущиеся объекты.

## Название
Астероид 2002 JF56 получил название (132524) APL честь Лаборатории прикладной физики (англ. Applied Physics Laboratory, APL) при университете Джонса Хопкинса, участвующей в разработке многих космических миссий, 6 января 2007 года — почти через полгода после пролёта мимо него космического аппарата «Новые горизонты».

Орбита астероида APL и его положение в Солнечной системе